# Adenostemmatinae
Adenostemmatinae es una subtribu de plantas con flores perteneciente a la subfamilia Asteroideae dentro de la familia de las asteráceas. Tiene los siguientes géneros.

## Descripción
Las especies de esta subtribu son hierbas a menudo rastreras o con bases decumbentes y con ciclos biológicos anuales o perennes. Las hojas a lo largo del tallo están dispuestas de manera opuesta. Las láminas de las hojas puede ser elípticas a ampliamente ovadas con márgenes serrados, crenados o, a veces con fuertes dientes afilados ( Adenostemma ). Las inflorescencias son ramificadas  y por lo general consisten en cabezas pediceladas terminales. La cabeza está formada por una carcasa compuesta de escamas dentro de la cual un receptáculo actúa como una base para las flores. Las flores son por lo general de 10 a 200. Los lóbulos de la corola son lisos en el interior. Las frutas son aquenios con vilano. La forma de los aquenios es angulosa con 3 a 5 esquinas.  El vilano es ausente o tiene 3 o 5 puntas salientes y viscosas.

## Géneros
La subtribu comprende 3 géneros y unas 35 especies.

| Géneros                                   | N. especies  | Distribución                                                     |
| ----------------------------------------- | ------------ | ---------------------------------------------------------------- |
| Adenostemma J.R. Forst & J.G. Forst, 1776 | unas 26 spp. | Zona pan tropical (una especie en China y una especie en Brasil) |
| Gymnocoronis DC., 1836                    | 5 spp.       | América central y meridional                                     |
| Sciadocephala Mattf, 1938                 | 5 spp.       | Colombia, Ecuador, Guyana y Panamá                               |